# Hôtel Le Vavasseur
El hôtel Le Vavasseur es un hôtel particulier ubicado en el número 21 de la rue Boissière, en el 16 distrito de París, Francia.

## Historia
Fue construido para la baronesa Le Vavasseur.
Está catalogado como monumento histórico desde el 9 de junio de 1977.
En 2018, fue ocupado por la empresa Valburton Investments SA. registrada en Luxemburgo, que tiene como directores a varios miembros de la familia real saudita, incluido Mohamed Bin Salman Bin AbdulAziz Al Saud, el Príncipe Heredero.